# 政府効率化省
政府効率化省（せいふこうりつかしょう、英語: Department of Government Efficiency、DOGE〈ドージ〉）は、アメリカ合衆国において大統領首席補佐官の管轄下に置かれている政府機関。ドナルド・トランプ大統領が2期目の政権時に設置した。当初はあくまでも諮問委員会であり、公式の政府機関ではなかったが、トランプが2025年1月20日の大統領就任直後に署名した、設置を命ずる大統領令の中で政府機関と位置づけられた。
政府外部のイーロン・マスクによって主導され、マスクはDOGEによって米国連邦予算を2兆ドル削減できると考えていると述べている。Department of Government Efficiencyという名称は、Dogeインターネットミームと、マスクが以前から関係している暗号通貨であるドージコインの両方を参照したバクロニムである。
トランプは実業家のイーロン・マスクがDOGEの「責任者（in charge）」であると発言した一方、ホワイトハウスはマスクがDOGEの職員であることや、マスクには政府の決定を下すいかなる権限もないと否定している。DOGEの法的地位は依然として不明確なままであり、その権力と責任に関して様々な影響を及ぼす可能性がある。
DOGEは、抗議活動や複数の訴訟を含む非常に物議を醸す問題となっている。DOGEは、2025年のアメリカ合衆国連邦政府職員の大量解雇、多数の連邦政府機関へのITおよびシステムのアクセス権の獲得、ロイヤリストたちの幹部職員への任命、「DEI」とみなされたコンテンツの削除の監督、連邦政府の契約の解除に関与してきた。DOGEによる政府機関の解体や議会が承認した予算の押収は、アメリカ合衆国憲法第1条に違反すると言われている。民主党の議員たちはDOGEの権限に異議を唱えており、DOGEの活動を「クーデター」であると特徴づけている。合衆国憲法上、DOGEもトランプも歳出を削減する権限を持たないが、財布の権限（財政権）を持つ議会に対して歳出削減の勧告を行うことはできる。法学の専門家たちは、憲政上の危機が差し迫っていると警告を発している。
イーロン・マスクには、利益相反の疑惑も指摘されている。これは、イーロン・マスクが所有する複数の企業が、これまで連邦政府の請負業務として数十億ドルの業務契約をしてきており、連邦政府の規制当局との間でも複数の係争を抱えているためである。マスクはDOGEの行動は「最大限に透明」だと述べたが、トランプはDOGEを情報公開のルールの対象外に指定した。ホワイトハウスは、DOGEは連邦法に従っており、DOGEの活動とマスクの事業に相反があった場合には、マスクは自分自身で自主的に身を引くだろうと説明している。
DOGEは発足から30日後、連邦機関の支出を550億ドル削減したと報告した。しかし、独立した分析により、数百億ドルにのぼる削減額が誤りであるか、不正確に伝えられていることが判明した。DOGEが取り消した契約の約3分の1は、実際には何の節約にも繋がらないものであるか、すでに履行が法的に義務付けられていたものであった。ある事例では、DOGEが実際に取り消したのは800万ドル（8 million）の契約であるにも関わらず、契約の価格を80億ドル（8 billion）と不正確に計上していた。NPRによる分析では、DOGEの報告には重大な矛盾があり、報告された550億ドルの削減額のうち465億ドルは、具体的なドキュメントへのリンクが存在しないことが明らかになった。マスクやDOGE、トランプ政権内の人物たちは、不正が発見されたと繰り返し主張しているが、どの主張も、精査の結果、正当性が認められるものは発見されていない。

## 指導部
2024年11月、ドナルド・トランプは共同委員長としてこの省を率いるためにイーロン・マスクとヴィヴェック・ラマスワミを選出した。DOGEは（アメリカ合衆国政府の公式の省ではなく）諮問委員会であるため、その指導部は上院の承認を必要とせず、大統領の承認を得て務める。しかし2025年1月、ラマスワミは2026年のオハイオ州知事選挙に立候補するため就任しないと報じられた。DOGEの路線をめぐって、規制緩和に重きを置いたラマスワミに対してマスクは人工知能（AI）による政府職員の削減などを主張して対立が起きたことがDOGEをラマスワミが離れた原因とも報じられた。
2025年2月17日に政府効率化省の主導した連邦政府職員の大量解雇をめぐる訴訟において裁判所に提出した書面においてマスクは大統領の上級顧問に過ぎず「決定を下す権限はない」こと、そもそも政府効率化省の一員ですらないことを明らかにした。管理者が誰なのかは明示していない。一方でトランプ大統領はマスクを「責任者」と発言してホワイトハウスの公式見解と食い違いが起きている。
同年5月28日、マスクは特別政府職員としての任期が終了するとして、政府の役職を離れると発表した。

## 背景
2024年8月、トランプは選挙運動のイベントで、もし当選したらマスクに顧問の役割を与えることに前向きであると述べた。これに対し、マスクはXへの投稿で「私は喜んで奉仕する」と述べ、「政府効率化省」と書かれた演台の前に立つ自身のAI生成画像を添えた。
2024年11月12日、トランプはイーロン・マスクとヴィヴェック・ラマスワミの指導の下、政府効率化省を設立する意向を発表した。トランプはこの委員会の活動は米国独立宣言署名250周年である2026年7月4日までに「終了」し、アメリカの250周年記念式典、そして提案されている「Great American Fair」と同時開催されると述べた。トランプはこの省による成果を「アメリカへの完璧な贈り物」と呼んだ。
その名称にもかかわらず、公式の省は議会の承認を必要とするため、連邦行政部となる可能性は低く、大統領府の構成要素、または行政管理予算局と緊密に連携する大統領委員会となる可能性が高い。
リバタリアンで有名なアルゼンチンのハビエル・ミレイ大統領は、DOGEの設立が公式に発表される前に、イーロン・マスクがアルゼンチンの規制緩和・国家改革大臣であるフェデリコ・スターツェネガーに電話をかけ、彼の省のモデルをアメリカ合衆国で模倣することについて話し合ったと述べた。DOGEの構想は、連邦支出を削減し、政府規模と連邦財政赤字の規模を縮小するというトランプの選挙公約に関連付けられている。マスクは元下院議員で大統領候補のロン・ポールがこの省で働く可能性があると示唆している。
マスクはこの省を頭字語DOGEで呼んでいる。このバクロニムは、Dogeインターネットミームと、そのミームにちなんで名付けられた暗号通貨であるドージコインの両方を参照している。マスクは以前からドージコインと関連付けられており、後に棄却された訴訟でこの暗号通貨に関わる「パンプアンドダンプインサイダー取引スキーム」で告発されたこともある。このコインは、2024年のトランプの選挙での勝利後に値上がりした。この暗号通貨は、特別対策班の発表後、再び値上がりし、一時20%近く上昇した後、上昇幅を縮小した。

### 初期の詐欺の主張
プロジェクトの初期の数週間、トランプ、マスク、ホワイトハウスの報道官のカロリン・リーヴィットはDOGEが腐敗と詐欺の大量の事例を見つけたと主張したが、証拠をほとんどまたは全く提示しなかった。11月12日の発表で、トランプはDOGEはアメリカ合衆国行政管理予算局と共同で活動し、トランプが政府の歳出に存在すると主張している「大規模な浪費と詐欺」に対処すると述べた。特にマスクは根拠を示すことなく、多くの官僚が連邦政府の地位にいる間にミリオネアになり、キックバックを受けている人物が存在し、一部のソーシャルセキュリティの受給者は150歳だったと主張した。DOGEは、議会によって承認された、一部の人が無駄と考えるかもしれないプログラムを「詐欺」であると表現している。NewsGuardは、マスクが自分のソーシャルメディアのアカウントで行った28の主張が虚偽であることを特定した。これらの多くはDOGEが発見したと主張している詐欺に関連しており、これらの28の虚偽の主張が8億2500万以上の閲覧数を集めたと推定されている。
2月中旬までに、2人の裁判官が、証拠なしに詐欺を主張しているとしてトランプ政権を非難している。

## 法的地位

### 大統領令による設立
1月20日、大統領令14158号「大統領の『政府効率化省』の設立と実施を指示する大統領令」によりさまざまなDOGEの組織の実体が確立された。
2月26日、大統領の「政府効率化省」の費用効率イニシアティブ（Cost Efficiency Initiative）を実装する大統領令14222号により、契約、助成金、借入金の登録を変革するための指令が発行された。
最初の大統領令のテキストでは「DOGEアジェンダ」という表現が3回使用されている。1つ目は、DOGEが「大統領のDOGEアジェンダを実行するために設立された」という記述、2つ目は、USDS暫定組織が「大統領の18ヶ月のDOGEアジェンダの推進に専念する」という記述、3つ目は、DOGEチームのリーダーは「USDSと連携して業務を行い、大統領のDOGEアジェンダの実行について各政府機関の長に助言する」という記述である。
2回目の大統領令ではDOGEアジェンダへの言及はなく、代わりに「コスト効率化イニシアティブ」への言及がある。

### DOGEの組織構造

#### アメリカ合衆国DOGEサービス
既存のアメリカ合衆国デジタルサービス（United States Digital Service、USDS）が「United States DOGE Service」に名称を変更されて、大統領府内に設置された。大統領府への移動によって、DOGEグループは、情報公開法に基づく記録の請求から少なくとも2034年まで隔離されることになった。
大統領令はまた、アメリカ合衆国DOGEサービスが「機密指定されていないあらゆる連邦政府機関の記録、ソフトウェアシステム、ITシステムに『法律が許容する最大限の範囲』で完全かつ迅速なアクセス権を獲得する」と宣言した。

#### アメリカ合衆国DOGEサービスの暫定的組織
アメリカ合衆国DOGEサービスの傘下に、「大統領の18ヶ月のDOGEアジェンダ」を推進させるという目的で、アメリカ合衆国暫定組織（U.S. DOGE Service Temporary Organization）が設立された。この暫定的組織は、2026年7月4日に解散される予定となっている。

#### DOGEチーム
「DOGEチーム」がすべての連邦政府機関の内部に組み込まれる予定である。チームは少なくとも4人の職員からなり、その一部は特別政府職員である可能性がある。典型的には1人のDOGEチームリーダー、1人のエンジニア、1人の人事専門家、1人の弁護士から構成される予定である。

### 法的な問題
DOGEは、激しい訴訟の対象となっている。USAIDの大幅な縮小、政府全体のコンピュータシステムおよび記録へのアクセス、DOGE自身の記録の公開を拒否したことに関して、複数の訴訟が行われている。マスクは召喚令状送達の試みの対象となっている。

#### 情報開示の免除
「DOGEアジェンダ」に合わせるようにUSDSを再編成することにより、トランプ政権はDOGEが情報公開法（FOIA）などの透明化に関する法令の義務を免除しようとしている。連邦政府機関は、行政管理予算局（OMB）を通じた報告を行う法的な義務があるが、USDSは大統領府の管轄であることから大統領記録法の対象となるため、文書・通信・記録とほとんどの司法行為の開示が少なくとも2034年まで免除されることになる。大統領兼首相の特別補佐官であるHarrison Fieldsは、DOGEは「大統領記録法の管轄下である」と主張している。
2025年2月5日、すべてのDOGE職員はOBM内で使用していたコラボレーションツールを介してメッセージを投稿するのを止めるように命令された。Citizens for Responsibility and Ethics in Washington（CREW）は、この措置に関して裁判で異議を申し立て、2月20日にUSDSに対して訴訟を起こした。CREWは「アメリカ国民には、USDSが税金と国民のデータをどのように管理しているか、政府の運営に影響を与える権限をどのように行使しているか、そして、USDSが限定的な法的権限の範囲をどの程度逸脱して活動しているのか、知る権利がある」と主張している。
11月2日、マスクはソーシャルメディア上で、トランプとともに選挙活動をしていた際に繰り返し主張していた「情報公開法（FOIA）の開示請求は必要ないはずだ。政府のあらゆるデータは初めから最大限の透明性で公開されているはずだ」というメッセージを繰り返した。
4月8日、ロイターは、DOGEがSignalを利用してコミュニケーションを取っており、Signalは一定期間後にメッセージが消えるように設定できるため、連邦政府の記録保持規則に違反している恐れがあると報じた。さらに、DOGEはマスクのGrok AIチャットボットを「大々的に」使用しているとも報じた。

## 資金
発表当時、DOGEの予算は不明であり、従業員の何人かは無給のボランティアになると予想されていた。2025年2月4日現在、情報技術の監督と改革（Information Technology Oversight and Reform）の勘定からDOGEに675万ドルが割り当てられている。この資金は、アメリカ合衆国デジタルサービスがアメリカ合衆国DOGEサービスに名称変更される前に提供されていた勘定と同一のものである。ローザ・デラウロ下院議員（民主党、コネチカット州選出）は、これが「ホワイトハウスの年間給与・経費予算のほぼ2倍に相当」と指摘した。2月12日までに、予算は2倍以上に膨らみ1,440万ドルとなった。
ProPublicaによる行政管理予算局（OPM）の記録の調査により、2月20日までに、DOGEの予算は4,000万ドル近くまで膨らんでいることが明らかになった。DOGEの資金は他の連邦政府機関から来ており、経済法が可能にした移転支払い（transfer payments）という支払い方法を利用していた。この支払い方法が示唆するのは、トランプ政権がDOGEを連邦政府機関であるかのように扱っているということである
DOGEは、情報システムの近代化を理由として、20人のフルタイムDOGE職員に連邦政府の最高レベルの給与等級の給与を支払うようOPMに依頼した。支払いの条件として、OPMが毎月事前に支払いを行うか、またはDOGEにOPMのデータとシステムにアクセス権を提供し、「運用と技術サポート」を提供する必要があると定めている。現在の雇用率では、これは1月20日から2026年7月4日までの仕事に対して410万ドルを支払うことを意味する。
公開開示のフォームによると、少なくとも3人のDOGE職員が一般調達庁（GSA）から給与を引き出していることが示されている（Jeremy Lewin（167,000ドル）、Kyle Schutt（195,200ドル）、Nate Cavanaugh（120,500ドル））。 DOGEのウェブサイトによると、GSAの平均的な職員は13年間省庁に在籍して、給与は128,565ドルであった。

## 機能
省の設立には議会が法律を作成する必要があるため、「政府効率化省」という名前が付いているにもかかわらず、実際にはDOGEはアメリカ合衆国連邦行政部の省ではない。DOGEの発表後、正式な設立前に、Voxは、DOGEの組織の本体は「単独で規制の強制力を持つ可能性は低いが、新しい政権に影響を及ぼし、どのように予算の決定に関与するかについて疑いの余地はない」と予想していた。2025年2月に政府内のマスクの能力と権限について質問されたとき、トランプはマスクはホワイトハウスの承認を得て指示された場合にのみ行動すると示唆した。トランプは、DOGEは「政府の官僚機構を解体し、過剰な規制を削減し、無駄な支出を削減し、連邦政府機関を再構築するのに役立つだろう」と述べた。また、DOGEはアメリカ合衆国行政管理予算局と協力して、政府の歳出のトランプが「大規模な浪費と詐欺」と呼ぶものに対処するだろうと述べている。

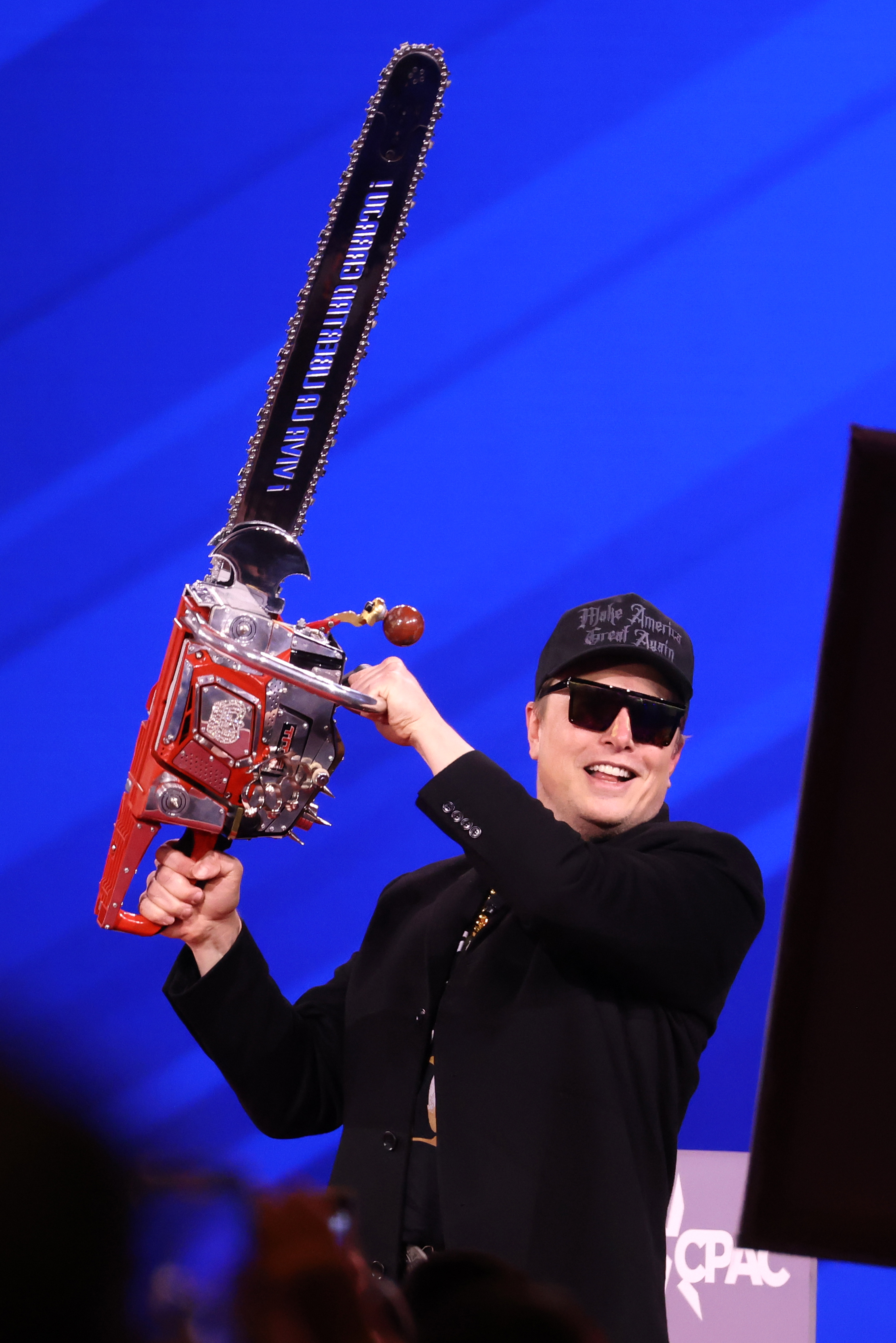
2025年の保守政治活動協議会（CPAC）で「官僚組織のチェーンソー」を掲げるマスク

DOGEの機能は、多様性・公平性・包括性（DEI）をスケープゴートにしてDEIイニシアティブへの攻撃を始める、DOGEが「腐敗した組織」だと見做したDEI以外の役職の職員に休暇を取るように命令する、大規模な解雇を開始する、という3フェーズからなる計画に従っている。この計画はプロジェクト2025の目標と対応している。プロジェクト2025のアーキテクトであるラッセル・ヴォートは、そのようにスケジュールF任用を再導入することによって、キャリア公務員に「トラウマ」を与えることを誓っていた。

### プロジェクト2025の実装
DOGEのアジェンダの多くは、2024年9月にトランプが自分とは「何の関係もない」と主張していたプロジェクト2025の目標に対応している。これまでにDOGEが標的にしてきた15の政府機関のうち9つは、プロジェクト2025によって完全に解体または縮小のターゲットとして指定されていた。BBCは、トランプによるDOGEの目標は、統一行政権理論を実現するというプロジェクト2025の提案とおおむね一致していると指摘している。
2024年12月12日、ウォール・ストリート・ジャーナルは、トランプのチームとDOGEの職員が連邦預金保険公社（FDIC）の廃止を要求していることを報じた。また、FDICとアメリカ合衆国通貨監督局（OCC）と連邦準備制度を合併し組織再編するという複数の異なる計画についても報じている。

### アメリカ合衆国政府のデジタルシステムのコントロール
3月6日、トランプは閣僚会議を開催し、高官たちに対してマスクではなく自分の機関や部門を気にかけるように伝えたが、大統領執務室での発言では、連邦政府の役人たちに「我々は彼らに優秀な人材を維持してもらいたいと思っている。だから、我々は彼らを監視するつもりだ。そして、イーロンと彼のグループも彼らを監視するだろう。もし彼らが削減できるなら、それが一番良い。もし彼らが削減できないなら、イーロンが削減することになるだろう」と警告した。

## スタッフ

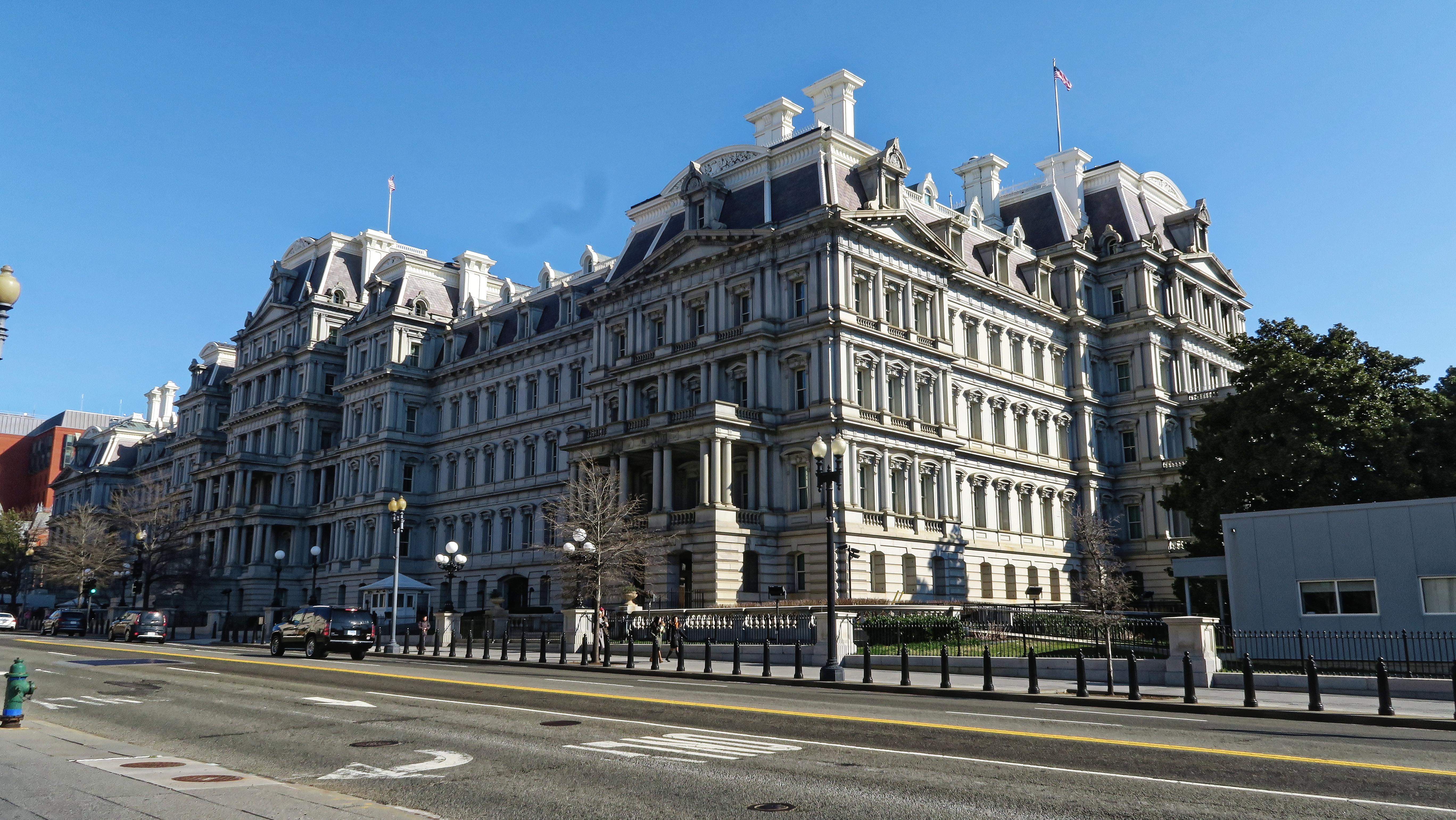
20人ほどのDOGEメンバーはアイゼンハワー行政府ビルで活動している

イーロン・マスクや他の多数のDOGEメンバーは、130日の労働期限がある助言役の有給または無給の「特別政府職員（special government employees）」という役職として働いている。通常高い給与を受け取っている連邦政府の職員はそれを開示する義務があるが、通常の連邦政府職員とは異なり、特別職員という役職は外部給与を除外し、利益相反を開示しなくてもいいことになっている。マスクの3月10日のFoxニュースのインタビューでは、マスクはラリー・クドローにDOGEには約100人の職員がおり、職員数を2倍に増やす計画であり、DOGEはほぼすべての政府機関に存在していると話した。DOGEの代理長官のエイミー・グリーソンを除いて、DOGEの組織の支持系統は非公開のままにされている。3月19日の宣誓証言では、グリーソンは79人がDOGEに雇用されており、政府の他の組織からさらに10人が配属された（detailed）と述べた。彼女は、正式な組織図は存在しない、「DOGEチームのすべてのメンバーは機関の職員か配属者（detailee）」であり、さらに、DOGEチームのメンバーはUSDS内の誰にも業務報告をしていないと付け加えた。報道によれば、グリーソンはDOGEの名目リーダーに過ぎず、実際にはスティーブ・デイビスがDOGEの実効的なリーダーであり、日々の仕事を率いている。

### 構成員
TechCrunchは、DOGEの構成員をインナーサークル、幹部、労働者、補佐官の4グループに分類している。また、ニューヨーク・タイムズでは、構成員を指導部、職員、同盟者に分類している。Wiredは、関連人物の人的ネットワークを、保守派の弁護士、トランプ政権、シリコンバレーの3種類のネットワークに対応させている。DOGEの構成員の範囲は、通常の政府職員の地位を超えて拡張されている。ピーター・ティールやマーク・アンドリーセンを含むマスクの同盟者らは、ベンチャーキャピタリストやスタートアップの創業者であり、DOGEの構成員の多くは、他の連邦政府機関の内部に組み込まれている。契約上の地位が公開されている構成員はほとんど存在せず、DOGE内での自身の役割を隠蔽しようとした構成員もいる。特定の従業員が、常設のDOGEユニット（USDS）と一時的なDOGEユニット（USDSTO）のどちらの部署に属しているかも不透明なままにされている。

### 若手スタッフと人工知能の積極的採用
DOGEは、スタッフの採用条件に、「高い知能指数（IQ）を持ち、週80時間働き、小さな政府を目指す革命家」を挙げている。
DOGEでは、19歳から24歳までの若手エンジニアが効率化を担っており、政府の機密情報にもアクセスできることから行政や司法の経験の不足が懸念されている。
DOGEは、連邦政府のデータを大量に収集し、AIの積極的な利用を推し進め、これはAIの業務利用を禁止したジョー・バイデン前政権の原則から大きく逸脱していると報じられた。

## 連邦政府内での活動
2025年1月20日、トランプ大統領が新たな大統領令に署名して発足した。新たな組織は、行政管理予算局（OMB）傘下組織のアメリカデジタルサービス（USDS）をアメリカDOGEサービス（USDS）に改称して、ホワイトハウス内に設置された。
同日（トランプ大統領による）対外援助の一時停止を指示する大統領令14169号「米国の対外援助の再評価と再調整」への署名を受け、イーロン・マスクはアメリカ合衆国国際開発庁（USAID）の運営に対する批判を表明し、同庁の閉鎖手続きを開始した。
1月24日には、1月20日以降に4億2000万ドル相当の現行もしくは保留中の契約、および2件の賃貸契約を解除したことを発表した。これはトランプが就任当日に廃止した多様性・公平性・包括性（DEI）政策に絡む契約や空きビルが中心であった。
2025年1月末、ワシントン・ポストは、イーロン・マスクの代理人とマスクの会社の元社員を複数の省庁の長官に据えることで、マスクのDOGEが連邦政府の大部分へのアクセスを獲得したことを報じた。Wiredの報道によると、政府機関の人事を管理しているアメリカ合衆国人事管理局（OPM）の上層部の役職として、以前イーロン・マスクのために働いていた新規採用者や、アメリカ合衆国国防総省の請負業者であるパランティア・テクノロジーズのピーター・ティール、共和党の政治家、右派のメディアアウトレットなどが置かれた。その間、マスクの支援者たちは、政府内で技術的な支援を行っているアメリカ合衆国一般調達庁（GSA）内に配置され、大規模な支出削減の計画を立てた。

### 標的にされた政府機関や省庁
DOGEの職員とイーロン・マスクの元社員たちは、人事を管轄する政府機関であるアメリカ合衆国人事管理局と、アメリカ合衆国一般調達庁内のIT部門を最初の標的にした。その後、国際開発局（USAID）、消費者金融保護局（CFPB）、農務省（USDA）、社会保障局（SSA）を含む、多数の連邦政府機関の支配権を奪い、閉鎖や廃止するための活動を続けている。

### 連邦政府職員の大規模なレイオフ
2月13日、アメリカ合衆国人事管理局（OPM）は、連邦政府の機関に対して、昨年雇用されて試用期間にあると考えられている推定200,000人に及ぶほぼすべての職員に対しする退職勧告を送った。このガイダンスに続いて、退役軍人省の1,000人の職員、アメリカ合衆国保健福祉省（HHS）の5,200人の職員、アメリカ合衆国疾病管理予防センター（CDC）の1,300人の職員を含む大量の職員の解雇が連続して実施された。試用期間中の職員の中には、レーダー・着陸・ナビゲーション援助の維持のために雇われた複数の連邦航空局（FAA）の職員や、アメリカ合衆国の核兵器備蓄の設計・構築・監督を担当する国家核安全保障局（NNSA）の従業員も含まれていた。
2月23日、3つの独立した政府機関が、アメリカ全土の連邦政府の職員を削減する大規模な計画の一環として、今後の解雇を警告するRIF（reduction in force、組織的な大量解雇）の通知を受け取った。
6月26日、アメリカ合衆国政府は解雇、または休暇使いにされた政府職員の再雇用を急いでいると報じられた。保健福祉省は解雇された疾病対策センタの職員４５０人を復職させ、国立気象局はハリケーンシーズンが迫る中560人が解雇されたが新たに125人を雇用する許可を連邦政府から得ている。

### データと情報の削除
2月13日、保健福祉省（HHS）の主任副次官代理のGarey Riceは、HHSに侵入したDOGEの職員が「HHSの機密指定されていないすべての記録とソフトウェアおよびITシステムに完全にアクセスできるようになり」、特に「公式の目的では不要になった場合、コピーされたHHSデータや情報を破壊または消去する」任務が課されていると発表した。2月14日、DOGEは州の教育省にDEIプログラムを削除することが通知されたと発表した。2月22日に、DOGEはDHSのウェブサイトからLGBTQ+のページを削除したことを発表した。

## 反応
DOGEの設立は、政府支出と官僚組織の削減という目標によって注目を集めている。支持者は効率性と財政責任の向上を提唱する一方、批判者は不可欠なサービスに影響を与えることなく大幅な予算削減を達成することの実現可能性について懐疑的な見方を示している。政府効率化省に関与する主要人物たちの民間セクターでの経歴を考慮すると、利益相反の可能性に関する懸念も提起されている。
2024年現在、ほとんどの共和党議員はDOGEへの支持を示している。連邦政府職員とその支持者たちは抗議活動で、DOGEはアメリカ合衆国政府に対して「企業クーデター」と「敵対的買収」を行っていると述べている。

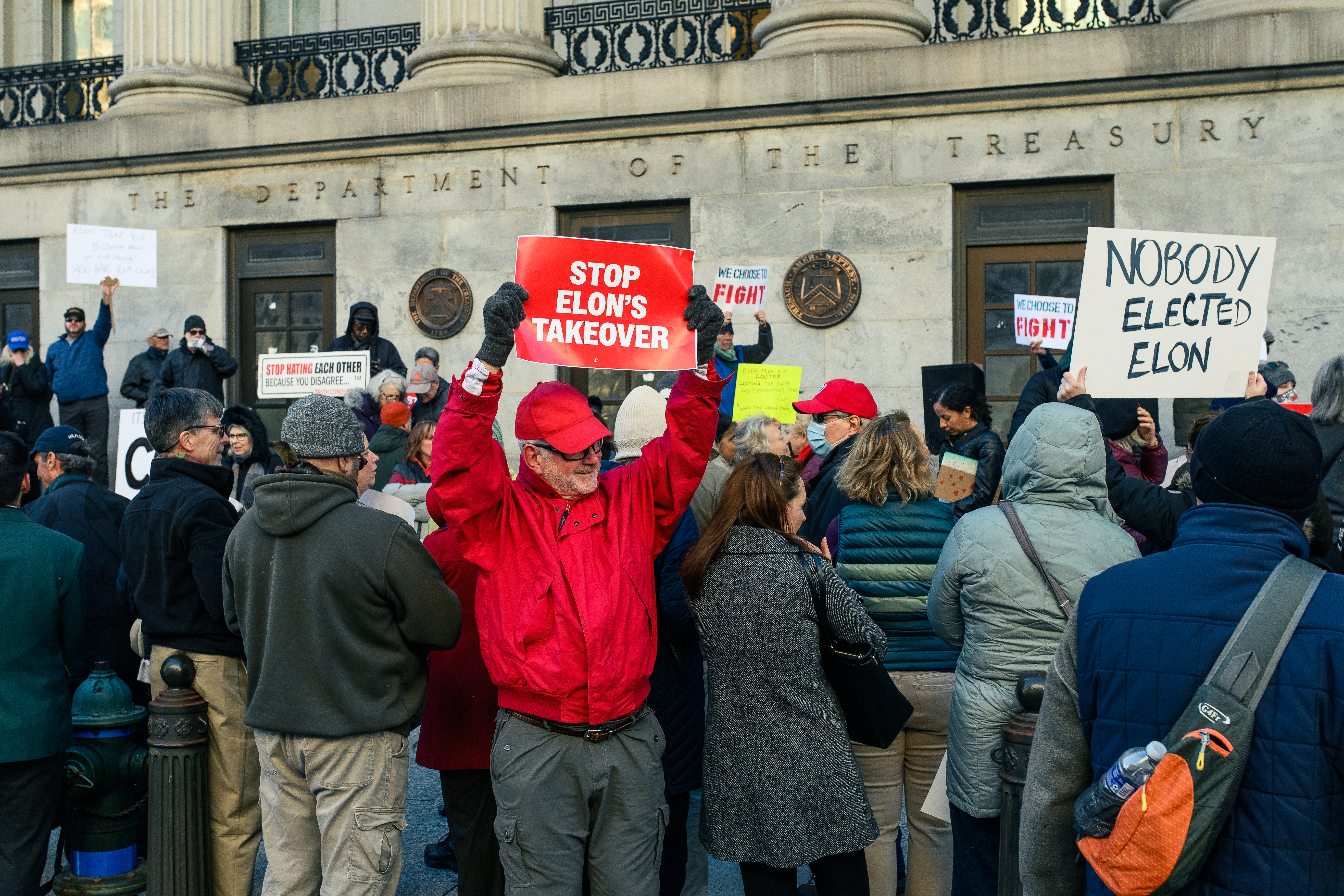
抗議活動「We Choose to Fight: Nobody Elected Elon（私たちは戦うことを選んだ：誰もイーロンには投票していない）」は、MoveOnによって組織され、2025年2月4日に財務省で実施された。

アメリカ合衆国中の抗議者たちはマスク、DOGE、テスラ、アメリカ合衆国人事管理局に対するデモを実施している。
2025年2月24日、アメリカ合衆国住宅都市開発省のオフィスにある公共のテレビやモニターに、ドナルド・トランプ大統領がイーロン・マスクに対してフェティシストの足崇拝のパフォーマンスを演じている生成AIの動画が再生された。動画には「Long live the real king（真の王よ、万歳）」というテキストが添えられていた。これは、トランプが数日前に自分自身を王だと宣言したことを参照している。

## 社会への影響
政府の組織と管理の専門家は、DOGEの活動は「ITとHRのイニシアティブを超えており、調達、不動産、省庁の実質的な運営を含む領域にまで及んでいる」と記している。一部の専門家は、DOGEの活動は経済と市場に負の影響をもたらし、「納税者に莫大な請求書と機能不全に陥った政府機関が残される」可能性があると警告を発している。
2025年3月25日には、社会保障局（SSA）のサービスはすでに壊れつつあると報じられた。複数のウェブサイトがクラッシュし、問い合わせの電話の待ち時間は去年の2倍に増加し、応答率は24%まで下がり、詐欺が増加しており、一部の場所の「従業員の離職率」は「グラフを外れる」ほどだったと報じられた。
財務省とIRSの職員たちは、4月15日が締め切りの税金申告の納税額が10%以上減少し、連邦政府の収入が5,000億ドル以上失われると予測している。予測では、「DOGE主導の職員の削減」が要因であることが言及されている。
2025年3月30日現在、ブルックニコルズ博士によるImpact Counterの推計では、DOGEによるUSAIDの外国援助の凍結などが原因で、すでに150,000人以上が死亡したと推定されている。

## 潜在的影響

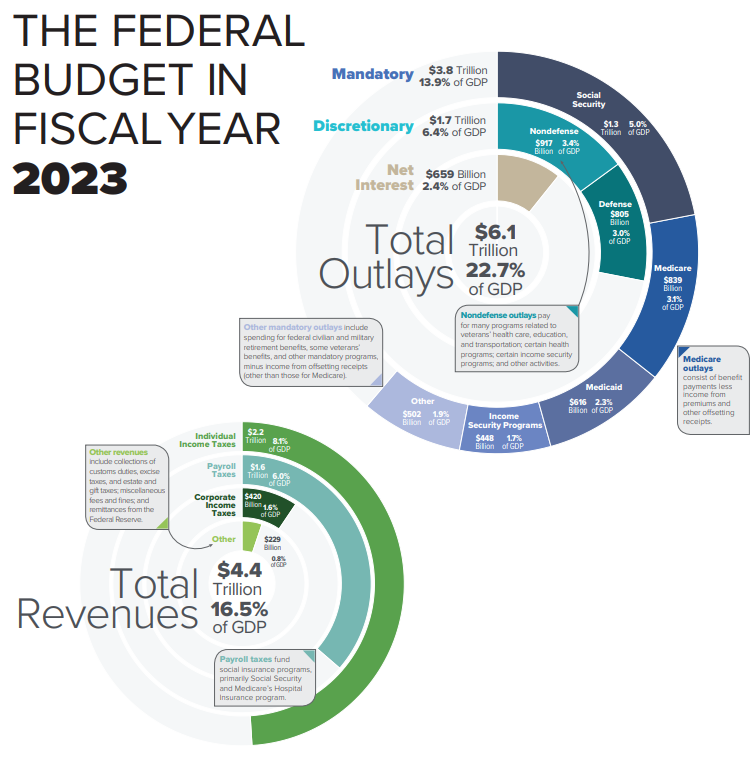
2023年度米国連邦予算の歳出と歳入に関するグラフ

2024年10月28日、マディソン・スクエア・ガーデンでのトランプの集会で、マスクはDOGEによって米国連邦予算から2兆米ドルを削減できるとの考えを述べた。
アメリカ最大の銀行であるJPモルガン・チェースのCEO、ジェームズ・ダイモンは、政府の能力を向上させるための省の設立という構想を支持している。
『ワシントン・ポスト』紙は、2人のDOGE顧問が理論的な支柱としてカーティス・ヤーヴィンの名を挙げたと報じており、官僚機構を企業組織に置き換えることを目指すテック右派（暗黒啓蒙）のヤーヴィンのRAGE構想の影響が指摘されている。暗黒啓蒙の提唱者であるニック・ランドは、DOGEを支持するか問われた際に「間違いなくイエスだ」と答えた。
『ニューヨーク・タイムズ』紙は、マスクの企業が連邦政府の請負業者であることが、DOGEにおける彼の提案された活動と利益相反を引き起こすのではないかと疑問を呈した。マスクは規制緩和がSpaceX火星植民地化計画への唯一の道であると述べ、「政府を人々の背中から、そしてポケットから取り除く」と約束した。また、『フォーブス』は、マスクと中国政府の親密な関係が利益相反を引き起こす可能性を指摘しており、DOGEの共同トップを務める予定であったラマスワミもかつてはマスクを「習近平からの電話が来たら、サーカスの猿のように飛び跳ねて喜ぶ」と評していた。トランプ大統領はDOGEと協力する国防総省でマスクが対中戦争を想定した最高機密の説明を受けたという報道を否定しつつ中国との潜在的な利益相反を認める異例の発言を行っている。中国ではDOGEによる政府機関の閉鎖を歓迎し、DOGEに解雇された科学者を勧誘する動きも起きている。